# Beurré Giffard
La Beurré Giffard est une variété traditionnelle de poire "beurré" d'été à chair fondante.
Espèce
Classification phylogénétique

## Origine
Le cultivar a été obtenu par un semis de hasard en 1825, découvert par Nicolas Giffard, cultivateur à Fouassières, La Garenne-Saint-Nicolas, près d'Angers.

## Synonymie
- Giffard.

## Arbre
Port nettement divergent, vigueur moyenne, se greffe sur cognassier ainsi que sur franc pour l'établissement en tige.

## Époque de floraison
Moyenne saison, cependant sa fleur est sensible aux petites gelées et aux brouillards.

## Pollinisateurs recommandés
- "Bergamote Esperen".
- "Précoce de Trévoux".
- "Beurré Durondeau".
- "Dr. Jules Guyot".
- "Williams"[1].

## Mise à fruit
Longue à se manifester, surtout sur le franc.

## Productivité
La productivité de cette variété est satisfaisante.

## Fruit

### Forme et calibre
Sa forme est gibbeuse et ventrue, d'une grosseur moyenne ; il est  porté par un pédoncule court implanté au sommet, dans une cavité presque nulle.

### Épiderme à maturité
Lorsqu'elle est mûre, la poire est lisse, jaune verdâtre et lavée de rouge terne à l'insolation.
Sa chair est blanche, très fine, fondante, sucrée, acidulée et parfumée.

### Date de récolte
Aux environs de juillet-début août, la récolte s'effectue.

### Maturité naturelle de consommation
Une entre-cueillette permet la récolte des fruits au fur et à mesure de leur maturité dans les limites précitées.

### Conservation
En raison de son blettissement rapide, la conservation s'en trouve limitée.

## Appréciations générales

### Ennemis
- Carpocapse des fruits.

### Résistance au transport et manipulations
Peu satisfaisante.

### Usages particuliers
Principalement utilisé pour la confiserie.

## Observations et culture
Cultivé en haute tige ou demi-tige sur franc, sa mise à fruit est longue à établir.